# Covenanters

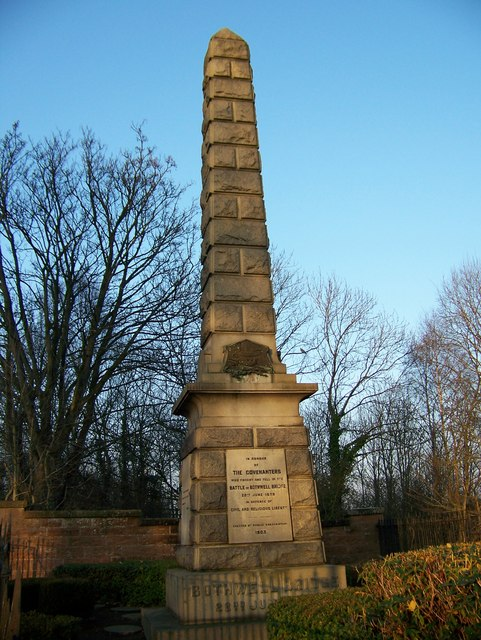
Bothwell Bridge monument

Als Covenanters (von englisch covenant – „Bundesschluss“) bezeichnet man diejenigen schottischen Gruppierungen, die sich am 28. Februar 1638 in einem Treueeid auf den National Covenant verpflichteten, für ihre Kirche am Presbyterianismus festzuhalten. Der Eid gilt als direkte Reaktion auf den Versuch von Erzbischof William Laud, das anglikanisch geprägte Book of Common Prayer in der schottischen Staatskirche einzuführen. Ziel der Covenanters war, die reformierte Theologie und die presbyterianische Verfassung der Kirche zu stützen. Dazu setzten sie dem bestehenden Episkopat unter den englischen Stuart-Königen Widerstand entgegen. Dabei waren die Covenanters nicht nur durch den Aufstieg der Bundestheologie geprägt, sondern auch von einem demokratischen Impuls für religiöse Freiheit beseelt, der sich in einer nationalistischen Sehnsucht nach Freiheit von England ausdrückte.
Der erste Covenant wurde im Dezember 1557 geschlossen. Eine große Bedeutung erlangte der Bund von 1581, der auf Initiative von John Craig für die Church of Scotland im Kampf gegen eine Rekatholisierung Schottlands formiert wurde.
Das 1888 auf der Orkneyinsel Mainland errichtete „Covenanters Memorial“ markiert den Punkt, wo etwa 250 Covenanters, Gefangene der Schlacht von Bothwell Bridge, im Jahre 1679 beim Untergang des Schiffes „Crown“ ertranken. Sie sollten von Edinburgh nach Amerika transportiert werden, um in den Plantagen als Sklaven zu arbeiten. Die Crown wurde an Land getrieben und die Crew erkletterte über den Großmast die Klippen. Der Kapitän hatte befohlen, die Luken geschlossen zu halten, doch einem Seemann war es gelungen, 50 Gefangene zu befreien. Diesen Überlebenden ist die Flucht nach Holland an Bord eines niederländischen Schiffes gelungen, das in Stromness lag. Ein zweites Covenanters Memorial steht auf dem Schlachtfeld.